# Pfarrkirche Grein

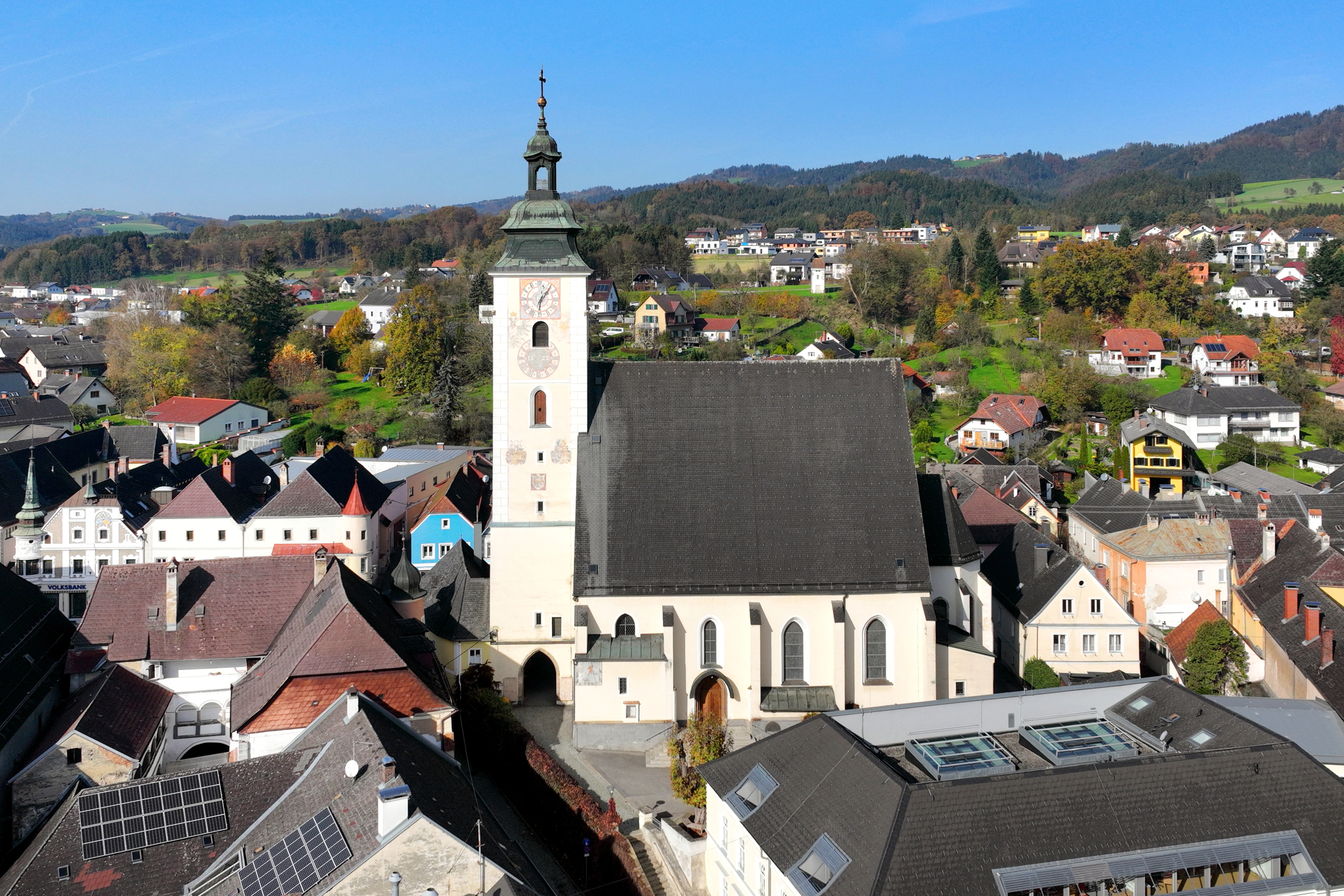
Pfarrkirche in Grein

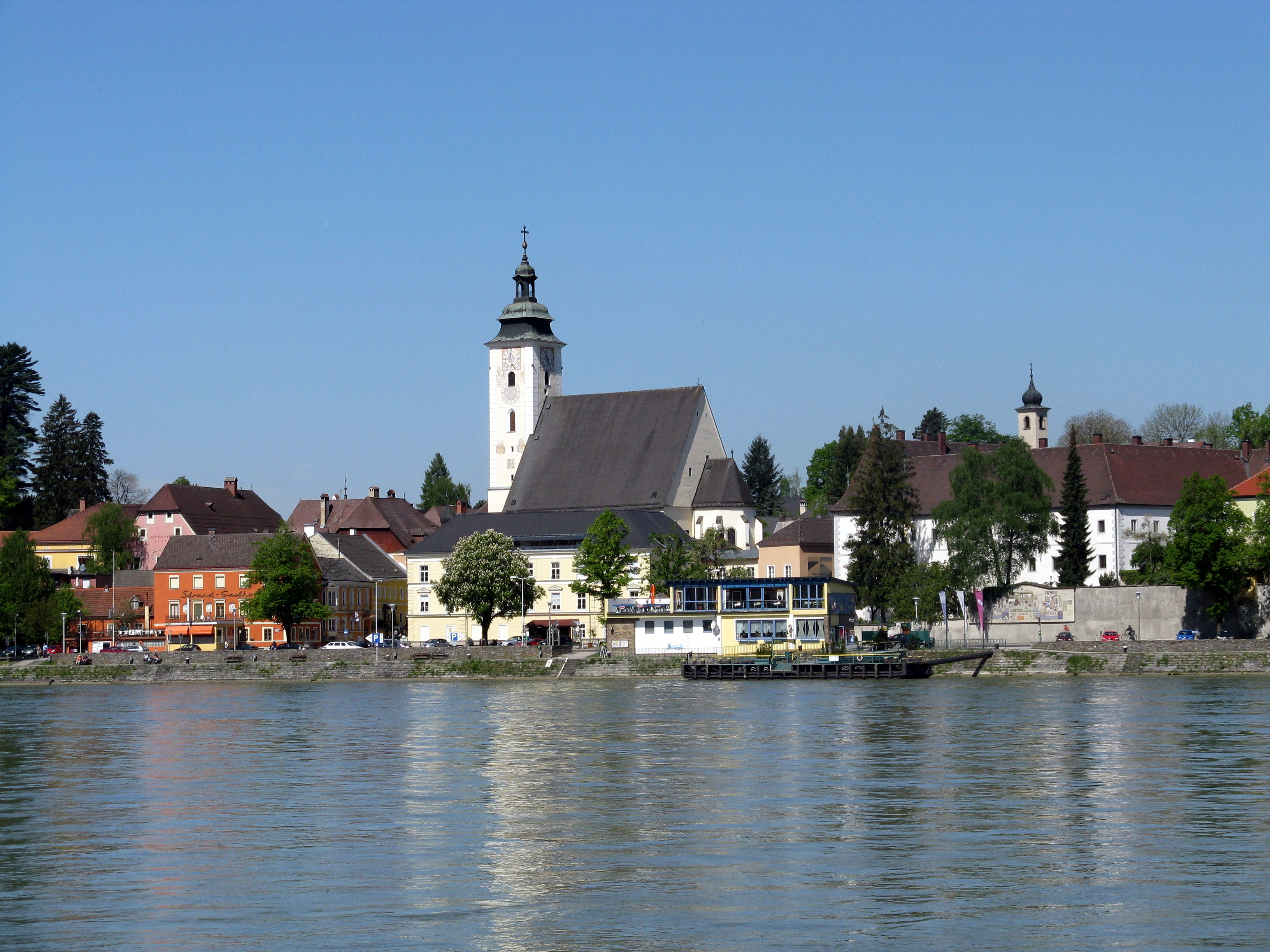
Ortsansicht mit Pfarrkirche in Grein

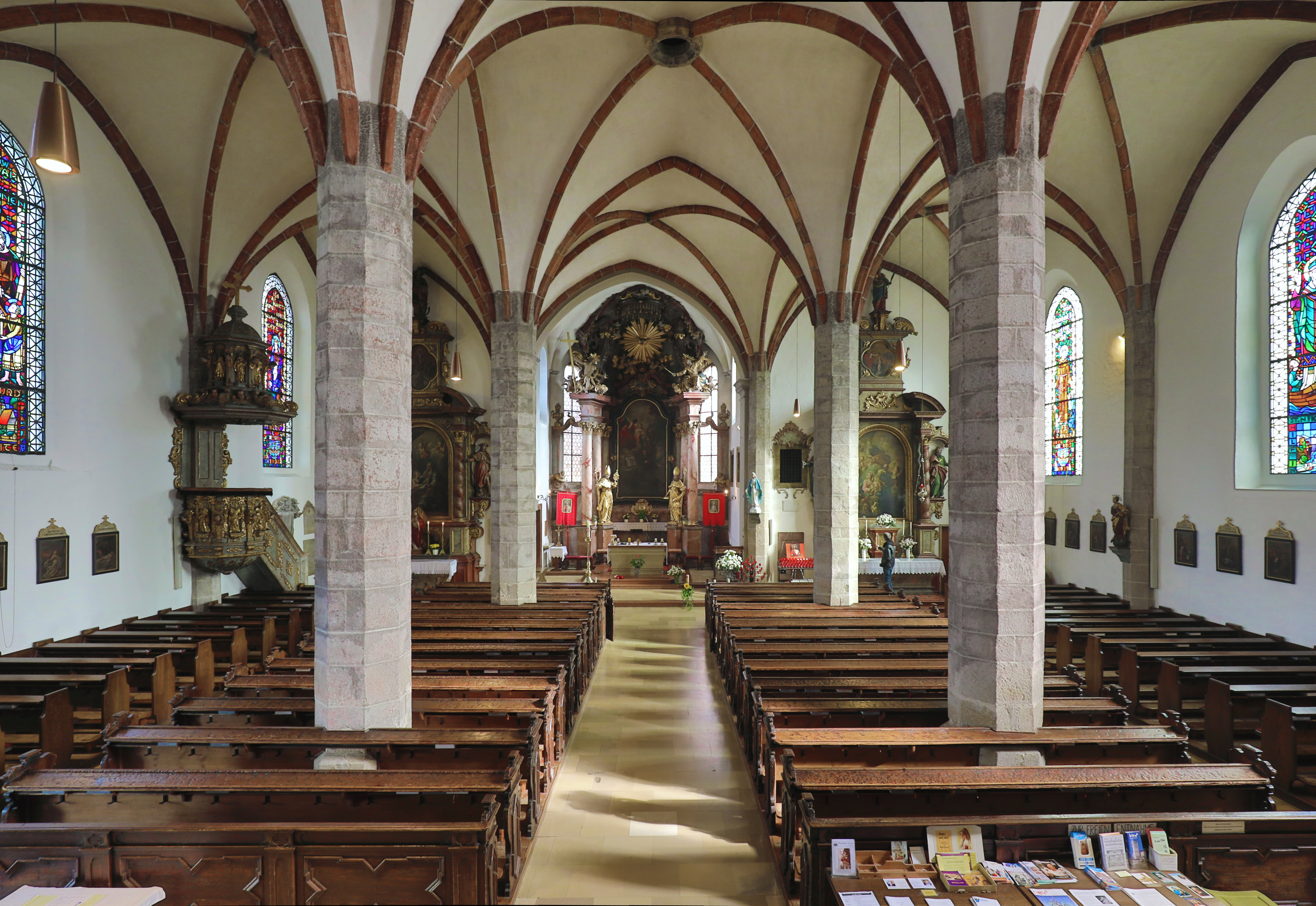
Innenansicht Richtung Hochaltar

Die Pfarrkirche Grein steht nordöstlich des Stadtplatzes am Kirchenplatz in der Stadtgemeinde Grein im Bezirk Perg in Oberösterreich. Die auf den heiligen Ägidius geweihte römisch-katholische Pfarrkirche gehört zum Dekanat Grein in der Diözese Linz. Das Kirchengebäude steht unter Denkmalschutz (Listeneintrag).

## Geschichte

### Geschichte der Pfarre
Urkundlich wurde 1147 eine Pfarre (ecclesia Grine) genannt, die damals eine Tochter der Altpfarre Saxen war und 1161/1162 eine Stiftspfarre des Stiftes Waldhausen wurde. Ein erster Pfarrer wurde 1327 urkundlich genannt. Ab 1451 war die Pfarre dem Landesherrn unterstellt. Am trapezförmigen Kirchenplatz standen ein ehemaliges Mesnerhaus, eine Volksschule und der Pfarrhof, die Kirche war bis 1841 von einem Friedhof umgeben, der südwestliche Zugang erfolgte über eine steile Kirchenstiege. Seit 1879 ist die Pfarre Sitz eines Dekanates.

### Geschichte der Pfarrkirche
Von der ältesten Pfarrkirche aus dem 12. Jahrhundert sind wohl nur die figürlich gestalteten Konsolsteine an den Nord- und Südwestecken des Langhauses und an den Kanten hoch oben am Turm erhalten, die jedoch alle bei späteren Umbauten wiederverwendet wurden.
1476 diente die Kirche den Einheiten des späteren Landeshauptmanns Bernhard von Scherffenberg als Wehrkirche zur Abwehr der Truppen des Matthias Corvinus, wobei das Gebäude schwer beschädigt wurde. Im vierten Viertel des 15. Jahrhunderts wurde das Langhaus im spätgotischen Stil wieder aufgebaut und vergrößert. Damit entstand die Anbindung des älteren, wohl aus dem 14. Jahrhundert stammenden Westturmes an das Kirchenschiff.

## Architektur

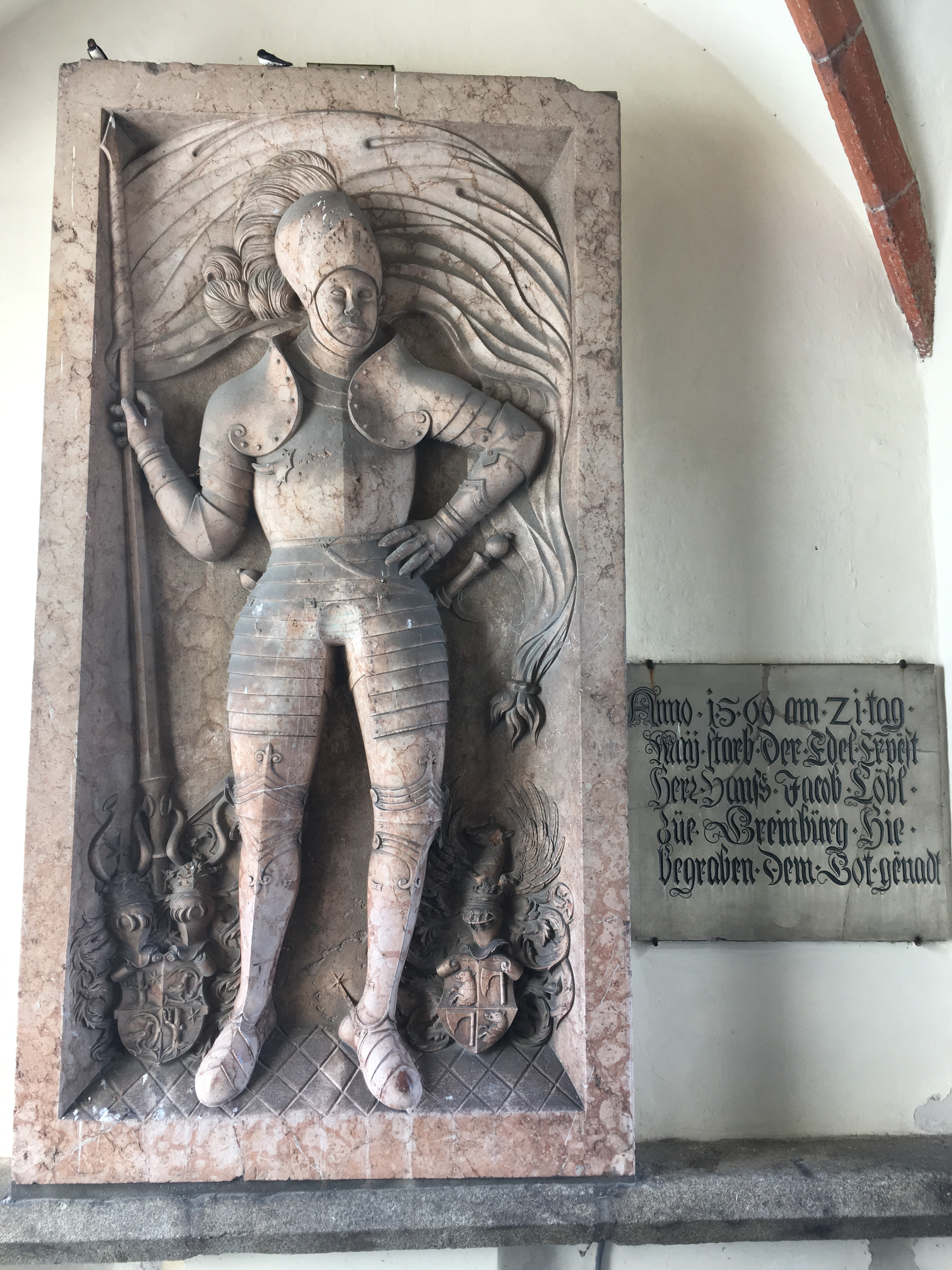
Grabstein von Hans Jakob Löbl

Die Pfarrkirche ist eine spätgotische, jedoch stark erneuerte Hallenkirche. Die dreischiffige vierjochige Langhaushalle ist mit Kreuzrippen gewölbt.
Die Portale sind stilistisch verschieden. Das Nordportal wurde um 1450, das Südportal um 1500 und das jetzt vermauerte Westportal erst um 1530 errichtet.
Der Westturm besitzt einen spitzbogigen kreuzrippengewölbten Durchgang. Nach dem Stadtbrand von 1642 wurde er im Aufbau umgestaltet. Der im Durchgang befindliche große Rittergrabstein des Schlossbesitzers, dessen gleichnamiger Neffe Hans Jakob Löbl oberösterreichischer Landeshauptmann wurde, ist mit einer Zusatztafel versehen:
```
Anno 1560 am 21 tag May starb der Edel Ervest Herr Hans Jacob Löbl zue Greinburg Hie begraben dem Got genadt
```

## Ausstattung
Die Ausstattung der Kirche ist eine bemerkenswerte barocke Einrichtung aus dem 17. und 18. Jahrhundert. Der Hochaltar aus dem Jahr 1749 zeigt ein Gemälde von Bartolomeo Altomonte.
Die Kanzel mit den vier Kirchenvätern wurde 1679 von der Schlossherrin der Greinburg gestiftet.
Die vier hohen, bunten Glasfenster wurden 1931/32 gestiftet und tragen folgende Inschriften:
```
„ICH WAR NACKT UND IHR HABT MICH GEKLEIDET / HLG ELISABETH BITT FÜR UNS / DIE SPARKASSE GREIN 1931“
„ICH WAR HUNGRIG UND IHR HABT MICH GESPEIST / ST. ANTONIUS BITT FÜR UNS / DIE SPARKASSE GREIN 1931“
„ER WAR IHNEN UNTERTAN / BETE UND ARBEITE / 1932“
„ST. NIKOLAUS HILF IN DER NOT“ (ohne Jahresangabe)
```